# Jörgen Lind
Jörgen Lind (født 1966 i Umeå) er en svensk digter, der er uddannet fra Forfatterskolen i København.

## Udgivelser
- Ararat, Alfabeta, 1997 (Digte)
- Minaret, Alfabeta, 1999 (Digte)
- Musik för ett nytt samhälle, Alfabeta, 2002 (Digte)
- Här kommer de varma strömmarna, Alfabeta, 2004 (Digte)
- Villa dei Papiri, Alfabeta, 2006 (Digte)

## Priser
- Nöjesguidens pris för bästa läsning 2002